# Olasz
Olasz (deutsch Ahlaß, kroatisch Olas) ist eine ungarische Gemeinde im Kreis Bóly im Komitat Baranya. Der Ort hat 633 Einwohner (Stand 2011).

## Geografische Lage
Olasz liegt im südlichen Teil Ungarns, ungefähr 20 Kilometer südöstlich des Komitatsitzes Pécs und 23 Kilometer westlich der Kreisstadt Mohács. Nachbargemeinden sind Hásságy, Szederkény und Belvárdgyula.

## Geschichte
Die erste urkundliche Erwähnung des Dorfes fand im Jahre 1295 statt, und zwar in Form von „Olozy“.
Zu dieser Zeit gründete der Paulanerorden hier ein Kloster, welches dem Heiligen Ladislaus geweiht war. Im Jahre 1295 ließ Konrád Óvari das Kloster aus Stein erbauen. Es stand in der Gemarkung zwischen Olasz, Hidor und Hásságy.
Das alte Dorf selbst befand sich am Birjánder Bach, an der Straße nach Pécs die zum Kloster führte.
Ende des 12. Jahrhunderts wurden hier Franzosen angesiedelt. Der Ort wurde daher irrtümlicherweise „Olasz“ (ungarisch für „italienisch“) genannt, da die Ungarn glaubten, es handele sich um italienische Kolonisten. 1718 wurden Südslawen angesiedelt.
In den 1720er Jahren wurden hier deutsche Familien angesiedelt. 1728 wurden in Olasz ein Bauer, eine Witwe und sechs Kleinhäusler deutscher Nationalität erfasst. 1730 waren es sogar neun deutsche Bauern. 1732 jedoch waren keine Deutschen im Dorf mehr ansässig. Ende des 18. Jahrhunderts wurden erneut Deutsche angesiedelt.
Im Jahre 1746 entstand eine Pfarrei. Die Kirche der Hl. Maria Magdalena, welche nach einer Pestepidemie im Jahre 1738 errichtet worden ist, wurde bald zur Pfarrkirche. Die Kirche wurde bald baufällig und es wurde 1776 eine neue Kirche, die dem Hl. Philippus geweiht ist, errichtet. Ab 1772 war Juraj Papánek Pfarrer in der Pfarrei Olasz, welche die Orte Olasz, Hásságy, Hidor, Nyomja, Birján und Belvárdgyula umfasst.

## Sehenswürdigkeiten
- Römisch-katholische Kirche Szent Fülöp, erbaut 1776, Barock
- Römisch-katholische Kirche Szent Jeromos, erbaut 1754, Barock, im Ortsteil Hidor
- Statue des Heiligen Florian (Szent Flórián-szobor), erschaffen 1924
- Szentháromság-Statue (Szentháromság-szobor)

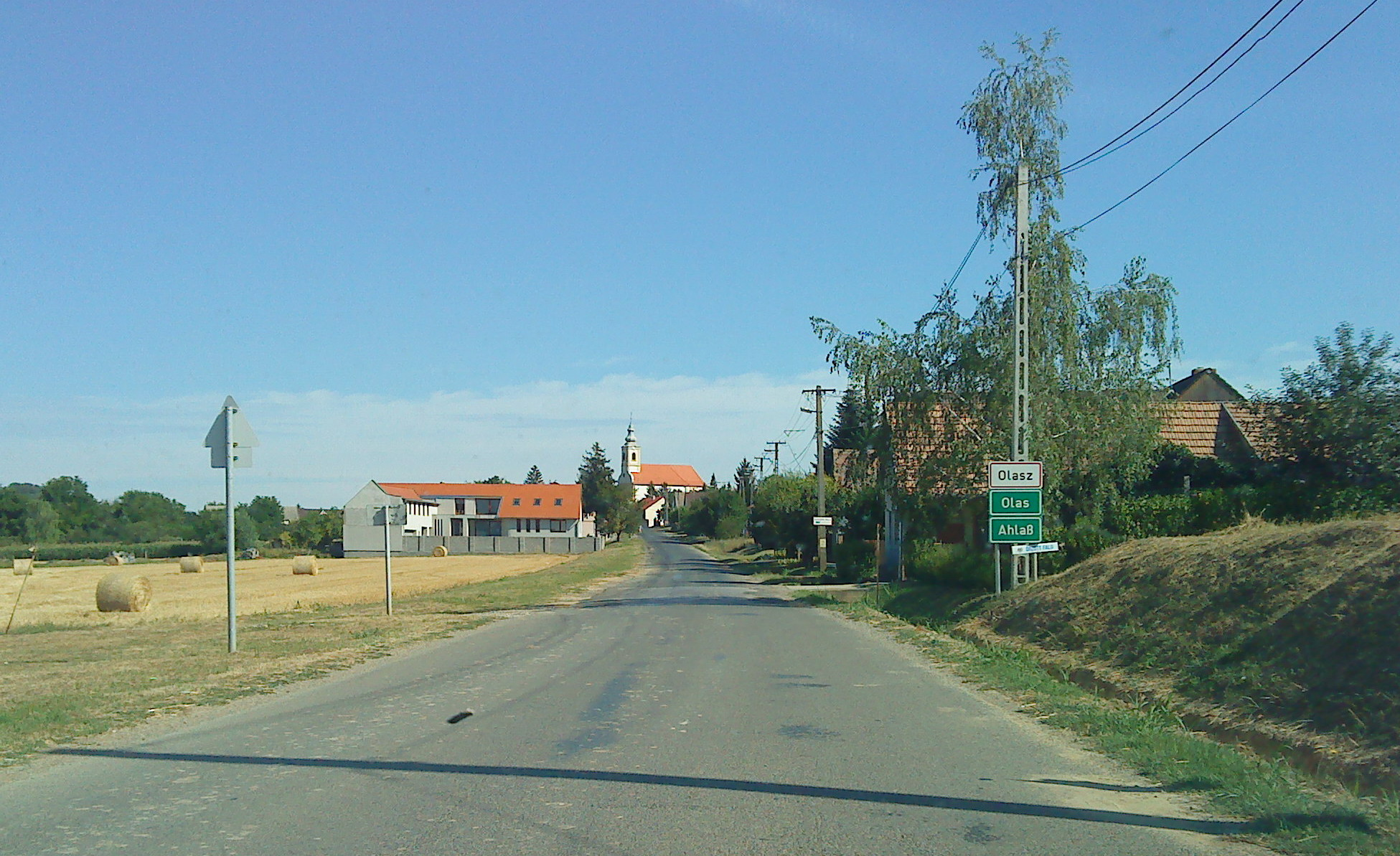
Blick auf Olasz (von Süden)
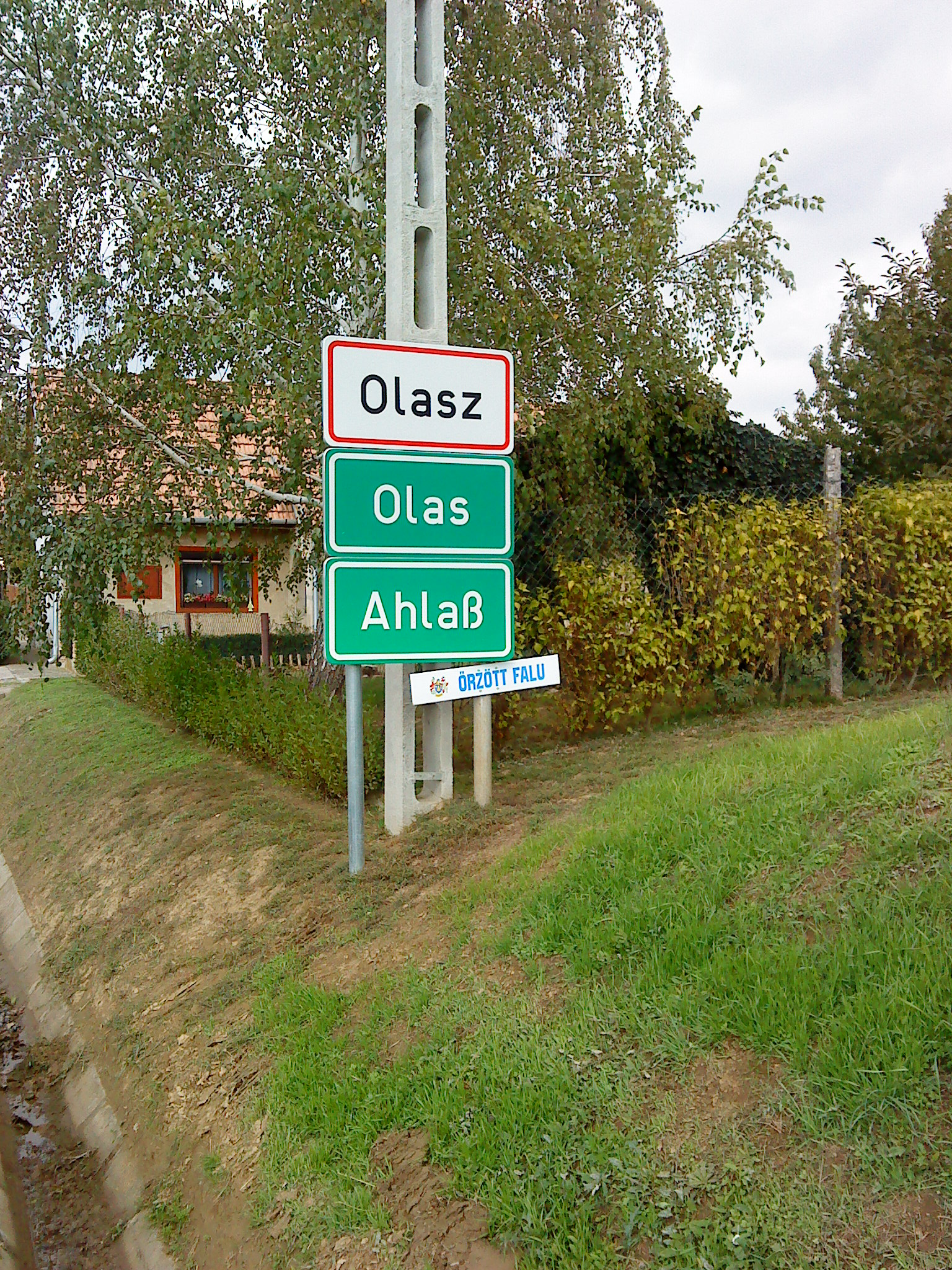
Dreisprachige Ortstafel
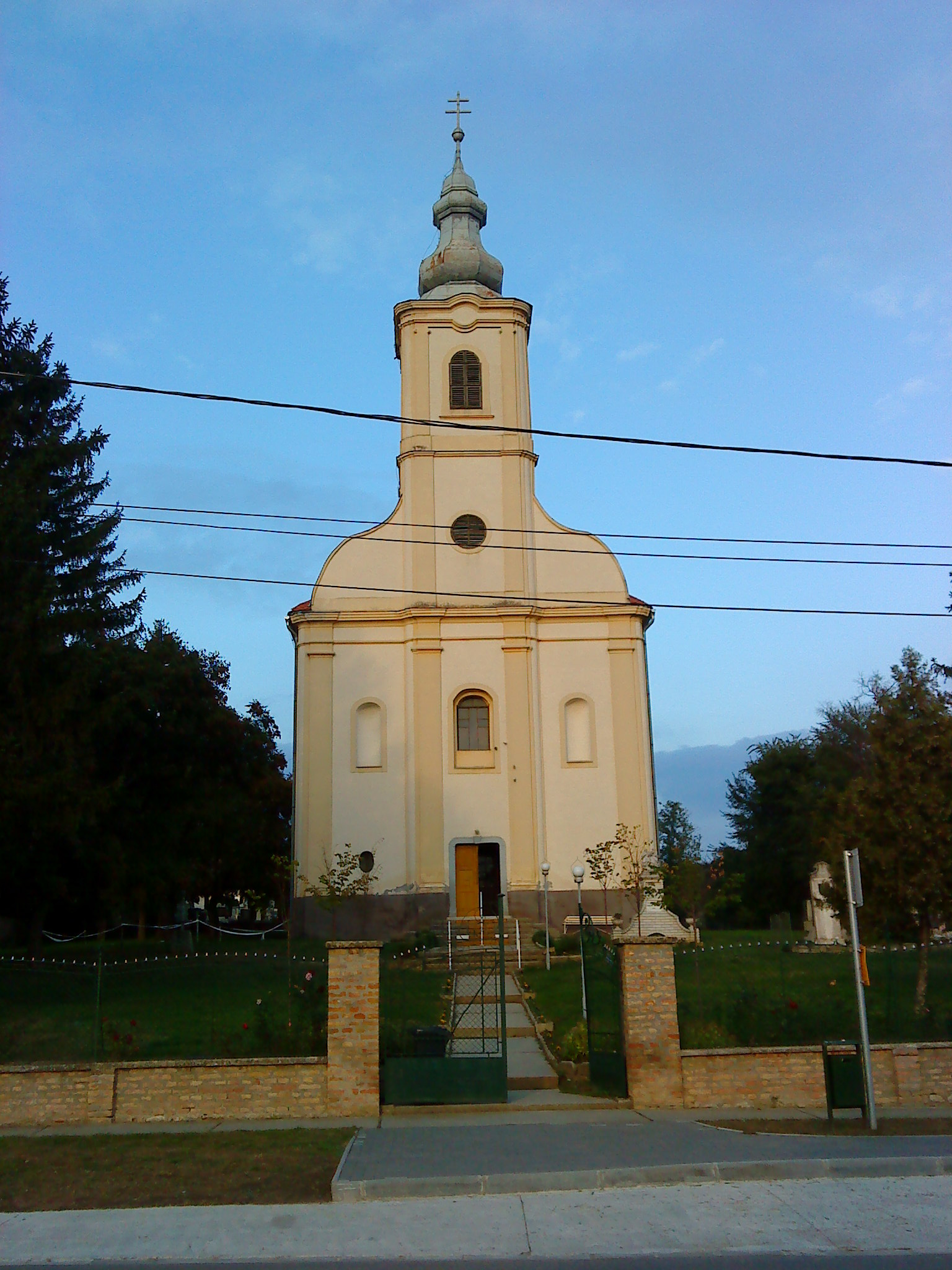
Römisch-katholische Kirche Szent Fülöp

## Verkehr
Durch Olasz verläuft die Landstraße Nr. 5611, ein Kilometer südlich die Hauptstraße Nr. 57 und zwei Kilometer südlich die Autobahn M60. Der nächstgelegene Bahnhof befindet sich in Pécs.